# Rivière aux Pins (rivière Laval)
Pour les articles homonymes, voir Rivière aux Pins.
La rivière aux Pins est un affluent de la rivière Laval, coulant dans le territoire non organisé de Lac-au-Brochet et de la ville de Forestville, dans la municipalité régionale de comté de la Haute-Côte-Nord, dans la région administrative de la Côte-Nord, au Québec, au Canada. Le cours supérieur de la rivière coule dans le Zec de Forestville.
La partie inférieure du bassin versant de la rivière aux Pins est desservie indirectement par la route 138 laquelle longe la rive nord du fleuve Saint-Laurent. Le chemin du Lac-Paul-Baie dessert un ensemble de lacs en amont de cette vallée à partir du lac Paul-Baie ; ce chemin se connecte au sud à la route 385 qui relie Labrieville à Forestville. D’autres routes forestières ont été aménagées dans la région, surtout pour les besoins de la foresterie et des activités récréotouristiques,.
La foresterie constitue la principale activité économique du secteur ; les activités  récréotouristiques, en second.
La surface de la rivière aux Pins est habituellement gelée de la fin novembre au début avril, toutefois la circulation sécuritaire sur la glace se fait généralement de la mi-décembre à la fin mars.

## Géographie
La rivière aux Pins prend sa source à l’embouchure d’un petit lac non identifié (longueur : 0,2 km ; altitude : 380 m), situé dans le territoire non organisé du Lac-au-Brochet. Ce lac est situé dans la zec de Forestville, à :
- 4,7 km au sud-est d’une baie de la rive sud du lac Nicette ;
- 22,0 km au nord-ouest de l’embouchure de la rivière aux Pins ;
- 23,5 km au nord-ouest de l’embouchure de la rivière Laval (baie Laval) ;
- 24,0 km au nord-ouest du centre-ville de Forestville[2],[4].

À partir du Petit lac à la Dame, la rivière aux Pins coule sur 33,0 km, entièrement en zone forestière, principalement dans la Zec de Forestville, selon les segments suivants :
Partie supérieure de la rivière aux Pins (segment de 20,3 km)
- 8,4 km vers l'est en recueillant deux ruisseaux (venant du nord) et en traversant cinq petits lacs dont le lac Tranquille, ainsi qu’en traversant sur 0,7 km la partie sud des Lacs à Pierrot (longueur : 1,6 km), jusqu’à son embouchure correspondant à la rive ouest du lac Croche ;
- 2,8 km vers l’est, puis vers le sud, en traversant le lac Croche (longueur : 4,8 km en forme de J renversé ; altitude : 183 m), jusqu’à son embouchure ;
- 6,1 km vers le sud, en traversant le lac à Guillaume (longueur : 1,4 km ; altitude : 163 m) sur 1,2 km vers le sud-est, un petit lac sans nom, ainsi qu’en recueillant le ruisseau Sirois (venant de l'ouest), la décharge (venant de l'ouest) du lac des Braves et la décharge (venant de l'ouest) du lac du Président, jusqu’à la rive nord du lac Harper, correspondant à la limite sud-Ouest de la Zec de Forestville et à la limite nord-Ouest de Forestville ;
- 1,9 km vers l'est en traversant le lac Harper (longueur : 1,8 km ; largeur : 1,7 km ; altitude : 135 m), jusqu’à son embouchure ;

Partie inférieure de la rivière aux Pins (segment de 12,7 km)
- 2,8 km vers l'est en coupant une route forestière secondaire, jusqu’à la rive ouest du lac Paul-Baie ;
- 2,7 km vers le sud-est en traversant le lac Paul-Baie (altitude : 69 m) sur sa pleine longueur, jusqu’à son embouchure. Note : Le lac Paul-Baie reçoit les eaux de la rivière Fournier (venant du nord) ;
- 2,8 km vers l'est notamment en coupant la route 385 et en traversant sur 1,0 km, la partie sud du lac aux Pins (longueur : km ;  altitude : 69 m), jusqu’à son embouchure ;
- 4,4 km vers l'est dans une vallée encaissée, en coupant la route 385 en fin de segment, jusqu’à la confluence de la rivière[2].

La rivière aux Pins se déverse sur la rive ouest de la rivière Laval dans Forestville, à :
- 0,5 km au sud-est de la route 138 ;
- 3,2 km en aval de l’embouchure de la rivière Laval, correspondant à la baie Laval sur la rive nord-ouest du fleuve Saint-Laurent ;
- 7,2 km au nord du centre-ville de Forestville ;
- 30,1 km au sud-est de l'embouchure de la rivière Betsiamites ;
- 78,5 km au sud-est du centre-ville de Baie-Comeau[2].

## Toponymie
Le toponyme de « rivière aux Pins » a été officialisé le 5 décembre 1968 à la Banque des noms de lieux de la Commission de toponymie du Québec, soit à la création de cette commission.